# Kornél Szántó
Pour les articles homonymes, voir Szántó.
Kornél Szántó, né le 26 mai 1978 à Szombathely, est un patineur de vitesse sur piste courte hongrois.
Il complète deux évènements en patinage de vitesse courte piste en 1000 mètres et 1500 mètres lors des Jeux olympiques d'hiver de 2002 de Salt Lake City,,.